# Mezoameriški koledar dolgega štetja
Mezoameriški koledar dolgega štetja je neciklični dvajsetiški koledar, ki ga je uporabljalo več mezoameriških civilizacij, od katerih so najbolj znani Maji. Zaradi tega se ta koledar imenuje tudi majevski koledar dolgega štetja. Z uporabo prirejenega nepopolnega dvajsetiškega računa koledar dolgega štetja določa dan s štetjem števila dni, ki so pretekli od ponedeljka 11. avgusta 3114 pr. n. št. (proleptični gregorijanski koledar). Ker se koledar dolgega štetja ne ponavlja, so ga veliko uporabljali na spomenikih. Večina mezoameriških ljudstev je poznala v glavnem ciklični koledar, koledarski sestav, ki ga danes običajno označujejo z imenom dolgo štetje, se je prvič pojavil vzdolž južne obale Mehiškega zaliva, kjer so v predklasičnem obdobju živeli predniki današnjih ljudstev Mixe in Zoque, ustvarjalci prve velike mezoameriške civilizacije, za katero uporabljamo ime Olmeki. Kasneje so ta sestav uporabljali le Maji. Koledarski krog 52-letnega cikla je bil daleč najpomembnejši za večino mezoameriških ljudstev, z navidezno izjemo majevske elite vse do konca klasičnega obdobja, ko je bi enako pomemben tudi koledar dolgega štetja.

## Ozadje
Med koledarji v rabi v predšpanski Mezoameriki so največ uporabljali 365-dnevni Sončev koledar (haab') in 260-dnevni obredni koledar z 20 periodami po 13 dni. Ta 260-dnevni koledar se je pri Majih imenoval tzolk'in in tonalpohualli pri Aztekih.
Koledarja haab' in tzolk'in sta označevala in poimenovala dneve, leto pa se je imenovalo po datumu tzolkina, ki je ustrezal določenemu dnevu leta (običajno prvemu ali zadnjemu). Kombinacija datumov v koledarjih haab' in tzolk'in je bila dovolj za ustrezno določitev posameznega datuma, saj se kombinacija ni znova pojavila naslednjih 52 let, kar je skoraj življenjska doba človeka.
Ker sta koledarja temeljila na 365 in 260 dnevih, se je celotni cikel ponovil natančno vsakih 52 let v koledarju haab'. Ta perioda je znana kot koledarski krog. Majevskega imena za to obdobje ne poznamo, pri Aztekih in drugih ljudstvih, ki so govorila jezik nahuatl, pa se je imenoval xiuhmolpilli, in so ga začenjali z letom 2 acatl (2 ben pri Majih).
Za določevanje daljših časovnih obdobij od 52 let, so mezoameriški prebivalci razdelali koledar dolgega štetja.

## Periode dolgega štetja
Koledar dolgega štetja označuje datum s štetjem števila preteklih dni od 11. avgusta 3114 pr. n. št. Koledar je namesto desetiškega sestava uporabljal dvajsetiški sestav. Tako je 0.0.0.1.5 enako 25, 0.0.0.2.0 pa 40.
Koledar dolgega štetja ni dosledno dvajsetiški, saj je druga številka (od desne) lahko največ 18, preden preskoči na 0. Tako 0.0.1.0.0 ne predstavlja 400 dni, ampak le 360 dni.
Naslednja preglednica prikazuje enačke period in tudi njihova majevska imena (OEIS A081244).
| št. dni | perioda dolgega št. | perioda dolgega št. | približno sončevih let | majevski zapis |
| ------- | ------------------- | ------------------- | ---------------------- | -------------- |
| 1       |                     | = 1 k'in            | 1/365                  | 0.0.0.0.1      |
| 20      | = 20 k'inov         | = 1 vinal           | 1/18                   | 0.0.0.1.0      |
| 360     | = 18 vinalov        | = 1 tun             | 1                      | 0.0.1.0.0      |
| 7200    | = 20 tunov          | = 1 k'atun          | 20                     | 0.1.0.0.0      |
| 144.000 | = 20 k'atunov       | = 1 b'ak'tun        | 395                    | 1.0.0.0.0      |

Majevsko ime za dan je bilo k'in. Dvajset k'inov je znanih kot vinal (ali uinal). Osemnajst vinalov ali 360 k'inov je en tun. Dvajset tunov je en k'atun. Dvajset k'atunov da en b'ak'tun. Obstajajo tudi štiri redko uporabljene periode višjega reda: piktun, kalabtun, k'inčiltun in alautun.

## Računanje datumov dolgega štetja

### Mezoameriške številke
Datumi dolgega štetja so zapisani z mezoameriškimi številkami kot je prikazano v preglednici. Pika predstavlja 1, črta pa 5. Glif za školjko  je označeval sistem ničle. Koledar dolgega štetja je potreboval ničlo za razločevanje in predstavlja eno najzgodnejših predstav o ničli kot številu v zgodovini človeštva.

### Skladnja
Datumi dolgega štetja so pisani navpično, v višjimi periodami (kot je npr. b'ak'tun) na vrhu, nato pa so nanizane manjše periode do števila dni (k'in). Kot je moč videti na levi, je prikazani datum dolgega štetja na steli C iz Tres Zapotes  7.16.6.16.18.
| 7  | × 144.000  | = 1.008.000 dni (k'in) |
| 16 | × 7200     | = 115.200 dni (k'in)   |
| 6  | × 360      | = 2160 dni (k'in)      |
| 16 | × 20       | = 320 dni (k'in)       |
| 18 | × 1        | = 18 dni (k'in)        |
|    | Skupaj dni | = 1.125.698 dni (k'in) |

Datum na steli C je potem 1.125.698 dni od 11. avgusta 3114 pr. n. št. ali od 1. septembra 32 pr. n. št..
Na majevskih spomenikih je skladnja dolgega štetja obsežnejša. Datumsko zaporedja je dano enkrat na začetku zapisa in se začne z glifom ISIG (Introductory Series Initial Glyph), kar pomeni tzik-a(h) hab’ [zavetnik meseca haab'a] (»spoštovano je bilo štetje let z zavetnikom [meseca]«). Naslednjih je 5 števk dolgega štetja, katerim sledi datum v tzolk'inu, zapisanem kot samostojni glif, nato pa še dodatni zapis. Večina teh dodatnih nizov je neobveznih. Ugotovili so, da so povezani z Luninimi podatki, na primer starost Lune na izbrani dan in izračunana dolžina trenutne lunacije. Datum zaključi glif, ki navede dan in mesec haab'ovega leta. Besedilo se potem nadaljuje z opisom dogajanja, vezanega na ta datum.

## Izvor koledarja dolgega štetja
Najstarejši najden zapis v dolgem štetju je na steli 2 v Chiapa de Corzo, Chiapas, Mehika, ki prikazuje datum iz leta 36 pr. n. št.  Preglednica navaja seznam 6 artefaktov z 8. najstarejšimi datumi dolgega štetja.
| arheološko najdišče | ime           | gregorijanski datum (glede na 11. avgust) | zapis dolgega št. | lega             |
| ------------------- | ------------- | ----------------------------------------- | ----------------- | ---------------- |
| Chiapa de Corzo     | Stela 2       | 10. december 36 pr. n. št.                | 7.16.3.2.13       | Chiapas, Mehika  |
| Tres Zapotes        | Stela C       | 3. september, 32 pr. n. št.               | 7.16.6.16.18      | Veracruz, Mehika |
| El Baúl             | Stela 1       | 6. marec 37 pr. n. št.                    | 7.19.15.7.12      | Gvatemala        |
| Abaj Takalik        | Stela 5       | 20. maj, 103 AD                           | 8.3.2.10.15       | Gvatemala        |
| ' '                 | ' '           | 6. junij 126                              | 8.4.5.17.11       | ' '              |
| La Mojarra          | Stela 1       | 14. julij 156                             | 8.5.16.9.7        | Veracruz, Mehika |
| ' '                 | ' '           | 22. maj 143                               | 8.5.3.3.5         | ' '              |
| Blizu La Mojarre    | Kipec Tukstla | 15. marec 162                             | 8.6.2.4.17        | Veracruz, Mehika |

Od 6. najdišč trije ležijo na zahodnem robu majevskega ozemlja in trije so več sto kilometrov naprej proti zahodu, tako da večina raziskovalcev verjame, da je koledar dolgega štetja nastal pred Maji. Stela La Mojarra 1, kipec Tukstla, Stela C iz Tres Zapotes in Stela 2 iz Chiape so zapisane v poolmeški pisavi in ne v majevski. Stela 2 iz El Baúla je bila narejena v izapanskem slogu. Prvi nedvoumni majevski artefakt je stela 29 iz Tikala, z datumom dolgega štetja iz leta 292 (8.12.14.8.15), več kot 300 let po steli 2 iz Chiape de Corzo.
Zadnji znani datum v majevskem dolgem štetju je naveden na hrbtni strani stele v mestu Toniná - 18. januar 909 ali 
10.4.0.0.0
.

## Povezave med zahodnimi koledarji in koledarjem dolgega štetja
| ime                | korelacija |
| ------------------ | ---------- |
| Willson            | 438.906    |
| Smiley             | 482.699    |
| Makemson           | 489.138    |
| Spinden            | 489.384    |
| Teeple             | 492.662    |
| Dinsmoor           | 497.879    |
| -4CR               | 508.363    |
| -2CR               | 546.323    |
| Stock              | 556.408    |
| Goodman            | 584.280    |
| Martinez-Hernandez | 584.281    |
| GMT                | 584.283    |
| Lounsbury          | 584.285    |
| Pogo               | 588.626    |
| +2CR               | 622.243    |
| Kreichgauer        | 626.927    |
| +4CR               | 660.203    |
| Hochleitner        | 674.265    |
| Schultz            | 677.723    |
| Ramos              | 679.108    |
| Valliant           | 679.183    |
| Weitzel            | 774.078    |

Predlagali so več postopkov za pretvorbo datuma iz dolgega štetja v datum zahodnega koledarja. Ti postopki ali korelacije v splošnem temeljijo na datumih iz španske osvojitve, ko so bili datumih iz obeh koledarjev dovolj znani.
Splošno vpeljan način za izražanje korelacije med majevskim in gregorijanskim ali julijanskim koledarjem je določitev števila dni od začetka julijanske dobe (ponedeljek, 1. januar 4713 pr. n. št.) do začetka dobe 0.0.0.0.0 (4 ajav, 8 kumk'u).
Najbolj sprejeta korelacija je »korelacija Goodmana, Martineza in Thompsona« (korelacija GMT). Korelacija GMT jemlje, da se je začetni datum 0.0.0.0.0 zgodil 6. septembra 3114 pr. n. št. (julijansko) ali 11. avgusta 3114 pr. n. št. (gregorijansko), julijansko število dneva (JDN) 584283, število dni od začetka julijanske dobe. Ta korelacija ustreza astronomskim, etnografskim, zgodovinskim virom in datiranjem s pomočjo ogljika. Obstaja tudi več drugih korelacij, ki so jih v različnih časih predlagali, večina ima zgodovinski pomen, razen koleracije, ki jo je predlagal Floyd Lounsbury, in ki se razlikuje od korelacije GMT za dva dni, uporabljajo pa jo nekateri raziskovalci Majev. Začetni datum 0.0.0.0.0 se ne nanaša na noben pomemben zgodovinski dogodek, saj je toliko zgodnejši. Začetek so gotovo izračunali, verjetno na osnovi mitoloških, numeroloških ali pa tudi astronomskih vzgibov.
Danes, 14:33, sreda, marec 5, 2025 (UTC), je v dolgem štetju 
13.0.12.6.17
.
Uporaba programja, ki upošteva proleptični gregorijanski koledar, je lahko težavna zaradi:
1. Zgodovinskega raziskovanja. Korelacija GMT na primer temelji na datumih v obeh koledarjih v Kroniki Oxcutzcaba, Relación de las Cosas de Yucatán škofa Diega de Lande in knjigah Chilam Balam. Če bi hoteli pravilno izvesti korelacijo GMT s pomočjo teh datumov v programu, ki uporablja proleptični gregorijanski koledar, bi bilo nemogoče, ker tedaj gregorijanskega koledarja niso uporabljali.
2. Astronomskega raziskovanja. Pri raziskovanju antičnih opazovanj na stelah ali v kodeksih se lahko pretvori dolgo štetje v dneve, mesece in leta. Ta datum se lahko potem vnese v astronomski program. Ta program bo potem uporabljal standardni julijanski/gregorijanski koledar, kjer se bo pojavila večja napaka.

| dolgo štetje | proleptično gregorijansko    |
| ------------ | ---------------------------- |
| 0.0.0.0.0    | 11. avgust 3114 pr. n. št.   |
| 1.0.0.0.0    | 13. november 2720 pr. n. št. |
| 2.0.0.0.0    | 16. februar 2325 pr. n. št.  |
| 3.0.0.0.0    | 21. maj 1931 pr. n. št.      |
| 4.0.0.0.0    | 23. avgust 1537 pr. n. št.   |
| 5.0.0.0.0    | 26. november 1143 pr. n. št. |
| 6.0.0.0.0    | 28. februar 748 pr. n. št.   |
| 7.0.0.0.0    | 3. junij 354 pr. n. št.      |
| 8.0.0.0.0    | 5. september 41              |
| 9.0.0.0.0    | 9. december 435              |
| 10.0.0.0.0   | 13. marec 830                |
| 11.0.0.0.0   | 15. junij 1224               |
| 12.0.0.0.0   | 18. september 1618           |
| 13.0.0.0.0   | 21. december 2012            |
| 14.0.0.0.0   | 26. marec 2407               |
| 15.0.0.0.0   | 28. junij 2801               |

## Leto 2012 in dolgo štetje
Po knjigi Popol Vuh, ki vsebuje podrobnosti o poročilih nastanka sveta pri Majih K'iche' z višavij v kolonialnem času, sedaj živimo v četrtem svetu. Popol Vuh opisuje prve tri nastanke, ki so bogovom spodleteli, in četrtem uspelem nastanku, v katerem se je pojavil človek. V majevskem dolgem štetju se je predhodna stvaritev končala na začetku 13. b'ak'tuna.
Predhodna stvaritev se je v dolgem štetju končala 12.19.19.17.19. Naslednji 12.19.19.17.19 se bo pojavil 20. decembra 2012, ki mu bo sledil začetek trinajstega b'ak'tuna, 13.0.0.0.0 21. decembra 2012. V mnogih člankih in knjigah o new ageu so razlagali, da bo to konec te stvaritve, naslednja sprememba tečajev ali nekaj čisto drugega (glej teorija novosti, galaktična poravnava). V tej dobi se približujemo istemu štetju, le da si pri tem majevskega običaja krajšanja njihovih datumov na 5 decimalnih mest napačno predstavljajo. Po Majih se bo baktun končal leta 2012, pomemben dogodek konca 13. 400-letne dobe, ne pa konec sveta.

### Napisi za letom 2012
Majevske stele občasno prikazujejo datume za letom 2012. Večina ima obliko »oddaljenih datumov«, kjer je datumu dolgega štetja treba dodati oddaljeni datum. Na tikalski steli 10 je na primer naveden naslednji datum dolgega štetja: 9.8.9.13.0 8 ahau 13 pop (24. marec 603 gregorijansko) z oddaljenim datumom 10.11.10.5.8. Izvedeni datum je 1.0.0.0.0.8 5 lamat 1 mol, ali 21. oktober 4772 – skoraj 3000 let v prihodnost. Kralj Pacal iz Palenquea je predvidel, da bodo na ta dan 18. koledarskega cikla praznovali obletnico začetka njegove vladavine, kar nakazuje, da ni verjel o koncu sveta leta 2012.

### Povzetek
Navkljub objavam, ki jih je povzročil datum iz leta 2012, je Susan Milbraath, skrbnica Oddelka za latinsko-ameriško umetnost in arheologijo Floridskega prirodoslovnega muzeja, izjavila: »[arheološka skupnost] nima zapisov ali vedenja da so [Maji] mislili, da bo konec sveta« leta 2012.
»Za starodavne Maje je bil konec celotnega cikla veliko slavje,« pravi Sandra Noble, izvršna direktorica Fundacije za napredek mezoameriških študij v Crystal Riverju, Florida. V zvezi z 21. decembrom 2012, kot o sodnem dnevu ali trenutku kozmične spremembe pravi, da je: »popolna izmišljotina in prilika za veliko ljudi, da jo unovčijo.«

## Računanje celega datuma dolgega štetja
Kot je navedeno, celotni datum dolgega štetja ne vsebuje le 5 številk za dolgo štetje, ampak tudi dvoznak za tzolk'inov in dvoznak za haab'ov datum. Petštevilčna oblika dolgega štetja se tako lahko okrepi z drugimi štirimi znaki (»datum koledarskega kroga«).
Vzemimo za primer datum koledarskega kroga 9.12.2.0.16 (dolgo štetje) 5 kib' (tzolk'in) 14 jaksk'in (haab'). Ali je ta datum pravilen, preverimo z naslednjim računom.
Morda je lažje najti koliko dni je preteklo od 4 ajava 8 kumk'uja, in pokazati kako je datum 5 kib' 14 jaksk'in izveden.
| 9  | × 144.000  | = 1.296.000        |
| 12 | × 7200     | = 86.400           |
| 2  | × 360      | = 720              |
| 0  | × 20       | = 0                |
| 16 | × 1        | = 16               |
|    | Skupaj dni | = 1.383.136 k'inov |

### Računanje dela za tzolk'inov datum
Tzolk'inov datum se šteje naprej od 4 ajava. Za računanje numeričnega dela tzolk'inovega datuma moramo dodati 4 k celotnemu številu dni danega datuma in nato deliti celotno število dni s 13.
(4 + 1.383.136) / 13 = 106.395 in 5/13
To pomeni, da je preteklo 106.395 celih 13-dnevnih ciklov in numerični del tzolk'inovega datuma je 5.
Za računanje dneva delimo celotno število dni v dolgem štetju z 20, ker je dvajset imen dnevov.
1.383.136 / 20 = 69.156 in (16/20)
To pomeni, da moramo prešteti 16 imen dni od dneva ajav, kar da kib'. Tako je tzolk'inov datum 5 kib'.

### Računanje dela za haab'ov datum
Haab'ov datum 8 kumk'u je deveti dan osemnajstega meseca. Ker je v mesecu dvajset dni, manjka še enajst dni v kumk'uju. Devetnajsti in zadnji mesec haab'ovega leta vsebuje le pet dni, zato je šestnajst dni do konca haab'ovega leta.
Če odštejemo 16 dni od celotnega števila, lahko potem najdemo koliko celotnih haab'ovih let obstaja.
1.383.136 - 16 = 1.383.120
Delimo s 365 in imamo:
1.383.120 / 365 = 3789 in (135/365)
Tako je preteklo 3789 celih haab'ovih let in 135 dni v novem haab'ovem letu.
Nato poiščemo v katerem mesecu je dan. Delimo ostanek 135 dni z 20, kjer imamo šest celih mesecev in ostanek 15 dni. Tako je dan v haab'ovem letu v sedmem mesecu, kar je jaksk'in. Petnajsti dan jaksk'ina je 14, in haab'ov datum 14 jaksk'in.
Na ta način preverimo datum v dolgem štetju: 9.12.2.0.16 5 kib' 14 jaksk'in.

## Piktuni in višji redi
Kot je omenjeno v razdelku o skladnji koledarja, obstajajo tudi štiri redkokdaj rabljene periode višjih redov nad b'ak'tunom: piktun, kalabtun, k'inčiltun in alautun.
Ni natančno znano ali se prvi piktun pojavi za 13. ali za 20. b'ak'tunom. Večina majanistov meni, da se v večini napisov, kjer se uporablja le zadnjih pet mest dolgega štetja, cikel ponavlja pri 13. b'ak'tunih. Če se uporabljajo daljši cikli, se štetje nadaljuje do konca 20. b'ak'tuna (b'ak'tun 19) preden se začne nov piktun. Na isti način dejstvo, če se uporablja cikel 13. katunov, ne nasprotuje dejstvu, da v b'ak'tunu obstaja 20 katunov.
Napis na steli F ali 6 iz Quirigue prikazuje datum dolgega štetja 9.16.10.0.0 1 ahau 3 zip (15. marec 761 gregorijansko). Velikanski oddaljeni datum 1.8.13.0.9.16.10.0.0 se odšteje in dani datum da (18.)13.0.0.0.0.0.0.0 1 ahau 13 jakskin, kar je enako dnevu več kot 90 milijonov let v preteklosti. Obstaja pa tudi drug oddaljeni datum na steli D ali 4 iz Quirigue, ki da datum 9.16.15.0.0 7 ahau 18 pop (17. februar 766 gregorijansko), kateremu je prištet datum 6.8.13.0.9.16.15.0.0, kar da (13.)13.0.0.0.0.0.0.0. To je več kot 400 milijonov let za časom, ko so stelo postavili! Z računanjem števila teh oddaljenih datumov je lahko Eric Thompson določil, da je datum začetka sedanjega cikla v letu 3114 pr. n. št. – 13.0.0.0.0 je bil dejansko 0.1.13.0.0.0.0.0.0 v razširjeni različici datuma.
V Yaxchilanu je na stopnišču templja napis, ki vsebuje štiri nivoje nad alautuni. Napis se glasi: 13.13.13.13.13.13.13.13.9.15.13.6.9 3 muluk 17 mak. To je enakovredno 19. oktobru 744, višji redovi pa se ne prilegajo Thompsonovemu računu. Podobno nakazuje spomenik iz poznega klasičnega obdobja iz Coba, stela 1. Datum stvaritve cikla je izražen kot 13.13.13.13.13.13.13.13.13.13.13.13.13.13.13.13.13.13.13.13.0.0.0.0, kjer so enote 13-tice na devetnajstih mestih večje kot b'ak'tun.